# District de Branković
 (juillet 2024).
La mise en forme du texte ne suit pas les recommandations de Wikipédia : il faut le « wikifier ».
Les points d'amélioration suivants sont les cas les plus fréquents :
- Les titres sont pré-formatés par le logiciel. Ils ne sont ni en capitales, ni en gras.
- Le texte ne doit pas être écrit en capitales (les noms de famille non plus), ni en gras, ni en italique, ni en « petit »…
- Le gras n'est utilisé que pour surligner le titre de l'article dans l'introduction, une seule fois.
- L'italique est rarement utilisé : mots en langue étrangère, titres d'œuvres, noms de bateaux, etc.
- Les citations ne sont pas en italique mais en corps de texte normal. Elles sont entourées par des guillemets français : « et ».
- Les listes à puces sont à éviter, des paragraphes rédigés étant largement préférés. Les tableaux sont à réserver à la présentation de données structurées (résultats, etc.).
- Les appels de note de bas de page (petits chiffres en exposant, introduits par l'outil «  Source ») sont à placer entre la fin de phrase et le point final[comme ça].
- Les liens internes (vers d'autres articles de Wikipédia) sont à choisir avec parcimonie. Créez des liens vers des articles approfondissant le sujet. Les termes génériques sans rapport avec le sujet sont à éviter, ainsi que les répétitions de liens vers un même terme.
- Les liens externes sont à placer uniquement dans une section « Liens externes », à la fin de l'article. Ces liens sont à choisir avec parcimonie suivant les règles définies. Si un lien sert de source à l'article, son insertion dans le texte est à faire par les notes de bas de page.
- La présentation des références doit suivre les conventions bibliographiques. Il est recommandé d'utiliser les modèles {{Ouvrage}}, {{Chapitre}}, {{Article}}, {{Lien web}} et/ou {{Bibliographie}}. Le mode d'édition visuel peut mettre en forme automatiquement les références.
- Insérer une infobox (cadre d'informations à droite) n'est pas obligatoire pour parachever la mise en page.

Pour une aide détaillée, merci de consulter Aide:Wikification.
Si vous pensez que ces points ont été résolus, vous pouvez retirer ce bandeau et améliorer la mise en forme d'un autre article.
Le district de Branković (serbe : Земља Бранковића / Zemlja Brankovića) ou terre de Vuk (serbe : Вукова земља / Vukova zemlja) était l'un des états médiévaux serbes apparus après la chute de l'Empire serbe en 1371. Le fondateur de ce domaine était Vuk Branković, qui participa à la bataille de Kosovo en 1389. Après la bataille, Branković devint l'un des plus puissants seigneurs régionaux serbes.
Le district de Branković était centré autour du Kosovo actuel, avec des villes telles que Pristina étant particulièrement importantes.

## Histoire
Vuk Branković était le fils de Branko d'Ohrid, qui gouvernait des terres en Macédoine sous Stefan Dušan (1331–1346). Après la bataille de la Maritsa, la noblesse serbe avait été affaiblie. Cela permit à Branković d'étendre rapidement son autorité sur une grande partie du Kosovo et de la Macédoine actuels.
Le domaine de Branković était situé dans la plus grande partie du Kosovo actuel et dans certaines parties du sud de la Serbie. Vuk gouvernait également les parties orientales de la région de Raška (y compris l'ancienne capitale serbe Ras) et des terres dans le Polimlje, dans le nord du Monténégro actuel, ainsi que Skopje pendant une courte période. Après la mort de Đurađ I Balšić de Zeta en 1373, Vuk captura les villes de Prizren et Peć et la région de Metohija. Les villes les plus importantes du domaine de Vuk étaient Priština, Prizren, Skopje, Peć et Ras, ainsi que les riches colonies minières de Novo Brdo, Trepča, Janjevo, Gluhavica et d'autres.
La seigneurie semi-indépendante cessa d'exister en tant que telle avec l'établissement du despotat de Serbie par Stefan Lazarević. Néanmoins, les Branković exerçaient un pouvoir important dans l'État, contrôlant la plupart des sites d'extraction de minerais extrêmement riches de la Serbie. Đurađ Branković hérita du titre de despote serbe à la mort de Stefan, sans enfant.

## Dirigeants
- Vuk Branković (1371–1396, fondateur)
- Đurađ Branković (1396–1412)